# Nieuport VI

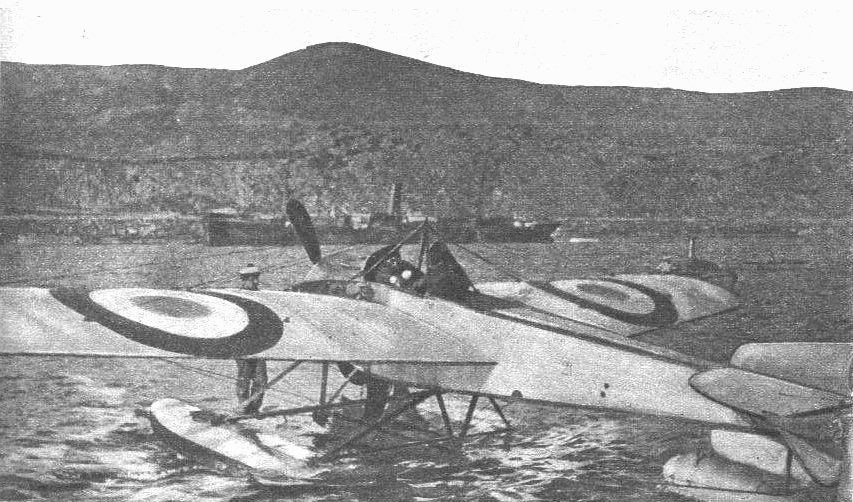
Um Nieuport VI.H no porto de Atenas em 1916.

O Nieuport VI, foi um avião esportivo monoplano, monomotor francês em configuração de tração com asas a meia altura, projetado e construído por Édouard Nieuport, em versão de hidroavião, tendo operado em alguns países da Europa entre 1912 e 1914.
O seu desenvolvimento, pode-se dizer, seguiu as linhas gerais dos modelos: Nieuport II e Nieuport IV.

## Projeto e desenvolvimento
As diferenças básicas entre oNieuport VI e seus antecessores, eram: a de poder carregar três tripulantes (uma cabine para dois passageiros era disposta em linha logo atrás do assento do piloto) e de usar aço na sua estrutura interna, enquanto os modelos anteriores usavam apenas madeira. Produzido inicialmente como um hidroavião e designado VI-G, ele tinha dois flutuadores maiores com trem de pouso e um menor na traseira em forma de gota. Os flutuadores tinham pequenas lâminas na lateral para evitar a tendência dos flutuadores de submergir ainda durante o taxiamento, e quilhas com "degraus". Em sendo um hidroavião, não era possível ao piloto girar a hélice manualmente para ligar o motor, para isso uma manivela foi colocada dentro da cabine para que de lá o piloto pudesse ligar o motor. O "Tipo VI" também foi equipado com uma barra (joystick) para o controle lateral no lugar do volante ao estilo Blériot usado nos modelos anteriores.
Uma versão refinada desse modelo foi Nieuport VI-H com uma empenagem revisada e outras alterações. Essa versão foi utilizada pelas marinhas francesa e britânica. Uma versão "terrestre" (com rodas no lugar dos flutuadores), para uso militar também foi criada, recebendo a designação de Nieuport VI-M. Essa versão militar foi construída sob licença na Itália pela Macchi e na Rússia.

## Histórico operacional
O primeiro voo do modelo Nieuport VI ocorreu em abril de 1912, o modelo voou numa competição organizada pelo Automobile Club de France e o ministério marítimo francês em agosto na baía de Saint-Malo. Pilotado por Charles Weymann, o Nieuport terminou a competição em quinto, fazendo jus a um prêmio de FF 2.000, e também o "Prêmio Jersey de Velocidade" por concluir o percurso no terceiro dia da competição, o que envolvia: um voo de ida e volta entre Saint-Malo e Jersey que Weymann completou em 1 hora e 41 minutos. Esse sucesso levou um pedido de sete unidades pela Marinha Francesa, que foram entregues à estação de hidroaviões em Saint-Raphaël em janeiro do ano seguinte. O governo do Japão também encomendou três exemplares na mesma época, e pedidos dos governos da: Itália, Rússia, Suécia e Reino Unido também foram entregues até o final de 1912. Um mês depois do evento de Saint-Malo, um "Tipo VI-G" pilotado por Armand Gobé efetuou testes comparativos em Tamise-sur-Escaut na Bélgica, mas terminou em décimo entre os quinze participantes. A Nieuport exibiu esse modelo no Salon de l'Aéronautique dezembro de 1912 em Paris, e nos shows aéreos de Bruxelas e Olympia em Londres no início de 1913.
O modelo continuou a se apresentar nos maiores eventos esportivos de 1913, começando com o Grand Prix d'Hydroplanes em Mônaco em 12 de abril. Dois exemplares do VI-G entraram na competição, um pilotado por Weymann e outro por Gabriel Espanet. A corrida aconteceu, no entanto, devido às péssimas condições climáticas nos dias que se seguiram, vários acidentes ocorreram: Espanet quebrou uma perna, Weymann se envolveu num sério acidente, sendo arremessado do avião, e Louis Gaudart foi morto. Em 16 de abril, a corrida inaugural do Troféu Schneider aconteceu. Dos seis inscritos, apenas quatro iniciaram a corrida, incluindo Weymann e Espanet nos seus Nieuport VI-G. Weymann desistiu depois de apenas oito das vinte e oito voltas previstas, e Espanet desistiu com um problema no motor na volta número 25. Em agosto, dois Nieuport VI-G entraram na corrida de hidroaviões entre Paris e Deauville, pilotados por Adrien Levasseur e Charles Weymann. Weymann foi forçado a abandonar, mas Levasseur terminou em segundo com um tempo de 7 horas e 38 minutos para os 330 km do percurso – quatro horas atrás do vencedor.
Ainda em 1913, o modelo foi usado em voos de longa distância. Em julho, um Nieuport VI-G foi escolhido por Julien Levasseur para um voo de 2.500 km ao redor do Mar do Norte, o qual ele e seu passageiro completaram em seis dias, voando de Paris para: Londres, Dunquerque, Roterdã, Amsterdã, Emden, Ostend, Rouen, e de volta à Paris, uma viagem que incluiu um breve sobrevoo à áreas "sensíveis" da cidade na chegada. Em dezembro, Jean Védrines e Marc Bonnier estavam entre alguns aviadores franceses a ter efetuado voos entre Paris e Cairo, ambos pilotando modelos Nieuport VI-G.
No início da Primeira Guerra Mundial, uma boa quantidade de modelos Tipo VI-M (terrestres) permaneciam em serviço na França, Itália e Rússia, assim como seis do Tipo VI-G (hidroavião) com a Marinha francesa.

## Variantes
Essas foram as variantes do Nieuport VI
- VI-G - versão inicial como hidroavião
- VI-H - versão refinada como hidroavião
- VI-M - versão militar "terrestre"

## Usuários
- França
- Itália
- Japão
- Império Russo
- Suécia
- Turquia
- Reino Unido

## Especificação
Estas são as características do Nieuport VI-G
- Características gerais:
  - Tripulação: um a três (dois passageiros)
  - Comprimento: 8,7 m
  - Envergadura: 12,25 m
  - Área da asa: 40 m²
  - Peso vazio: 700 kg
  - Peso na decolagem: 795 kg
  - Motor: 1 x motor giratório Gnome, de 80 hp.

- Performance:
  - Velocidade máxima: 105 km/h